# Sugar Magnolia
Pistes de American Beauty
Friend of the Devil
(2) Operator
(4)
Sugar Magnolia est une chanson composée par Bob Weir et écrite par Robert Hunter. Cette chanson fait partie intégrante de l'Album du Grateful Dead American Beauty, publié en 1970. 
La chanson est très vite devenue un standard de scène du groupe, qui l'a interprétée près de 600 fois sur scène au cours des vingt-cinq années qui ont suivi sa publication en version studio. En 1972, une version enregistrée sur scène à l'Olympia est publiée dans l'album Europe '72, puis en 1977 dans la vidéo, The Grateful Dead Movie. Dans les années 1970, la chanson est souvent interprétée juste avant le compte de minuit pour les concerts du nouvel an, comme en 1976, ou en 1978. Dans les années 1980, la chanson clôt souvent les concerts du groupe.